# Мојсије Уфимски
Мојсије Уфимски (рођ. Николај Иванович Чигвинцев; 27. јул 1913, село Бобровка, округ Чељабинск, Оренбуршка губернија - 3. јун 1982, Уфа) - архимандрит Руске православне цркве.
Канонизован од Руске православне цркве као светитељ.

## Биографија
Николај Иванович Чигвинцев рођен је 27. јула 1913. године у селу Бобровка Троицког округа Чељабинске области у сељачкој породици.
1924. завршио је сеоску школу. Од 1924. до 1929. године са оцем се бавио пољопривредом. У доби од петнаест година, тајно је напустио дом, стигао у Уфу и запослио се у фабрици за поправку парних локомотива станице Уфа Кујбишевске жељезнице. Био је ватрогасац и помоћник возача.
У слободно време од путовања, Николај Иванович је отишао у Сергијеву цркву. Николај Чигвинцев је живео у земуници у близини градског Сергијевског гробља, или у штали, коју је прилагодио за становање, или у купатилу, или у кући за кочије. До 1936. радио је на железници. Од 1936. до 1937. био је у војној служби. Од 1937. до 1945. радио је као радник.
Још пре него што је постао духовник, Николај је привукао пажњу на себе. Шетао је улицама Уфе у ципелама и дугачком сеоском кафтану опасаном појасом. Носио филцану капу, са дрвеним крстом и иконама на грудима. Момци су трчали за њим у гомили, задиркивали га као луталицу, лудака, вукли га за скуте, хватали га за руке. Понекад су га гађали моткама и камењем. Све увреде подносио је мирно, без увреда. Једном је признао: „Данас је мој срећан дан, много су ме грдили, али не и тукли".
Ректор цркве Светог Сергија одавно је приметио чудног молитвеника, а 1945. године Николају је понуђено да се замонаши. Неколико месеци касније, јеромонах Мојсије је почео да обавља дужност свештеника у храму светог Сергија.
Архиепископ уфски и башкирски Јован (Братољубов) га је 19. августа 1945. хиротонисао у чин јерођакона.
Архиепископ Јован га је 27. септембра 1945. године поставио на место чтеца у Сергијевом саборном храму у граду Уфи.
17. априла 1946. године архиепископ уфски и башкирски Јован је одликован на дан светог Васкрса 1951. године, патријарх Алексије га је одликовао напрсним крстом.
Јеромонах Мојсије је водио праведан живот. Заслужено је назван правим монахом подвижником.
Није имао свој стан, дуго је живео у скученим условима у близини Сергијевског гробља у купатилу црквеног управника Павла Тимофејевича Башарина. Купатило је мало, свештеник је морао да спава у полуседећем положају. Није баш спавао, мало је задремао, то је све. Тада су хтели да га сместе у Владичански дом, али он није пристао. „Где да идем, јадник!” Пристао је да живи у подруму, али не и у кући. Био је веома мршав јер је јео два кромпира дневно, парче хлеба и лук.
Имао је дарове видовитости, предвиђања и исцељивања кроз молитву. Молитвама архимандрита Мојсија верници су исцељени. Долазили су код њега из различитих градова - из Белорецка, Стерлитамака, Мелеуза, Свердловска, Чељабинска, Кијева, са севера.
Архимандрит Мојсије је примљен у Кијево-Печерској, Псковско-Печерској и Сергијево-Тројицкој лаври. Тамо је важио за визионарског духовника, стуб православља у Уфи.
Отац Мојсије је био исповедник епархије, а последњих година свог живота био је настојатељ саборног храма. Преминуо 3. јуна 1982. године. На његовом последњем путовању пратио га је значајан део грађана Уфе. Сахрањен је у Уфи на Демском гробљу.
Синодална комисија за канонизацију светаца 29. маја 2001. признала је Мојсија из Уфе за светитеља.
Године 2002. мошти светог Мојсија пренете су са Демског гробља у Сергијеву катедралу, а гроб светитеља на Демском гробљу свакодневно посећују људи који страдају ради исцељења и утехе.